# Ventenac-en-Minervois
Ventenac-en-Minervois é uma comuna francesa na região administrativa de Occitânia, no departamento de Aude. Estende-se por uma área de 6,20 km². Em 2010 a comuna tinha 574 habitantes (densidade: 92,6 hab./km²).